# Arja Hyytiäinen
Pour les articles homonymes, voir Hyytiäinen.
Arja Katariina Hyytiäinen (née le 1er janvier 1974 à Turku) est une photographe finlandaise. Elle vit et travaille en France depuis 2005.

## Biographie
Née à Turku en Finlande, Arja Hyytiäinen part vivre à Göteborg, en Suède. En 1997, elle étudie le reportage photographique à Ångermanland.
En 1999, elle s'installe pour deux ans dans un petit village de 6 personnes en Carélie russe anciennement occupé par les Soviétiques. Ce village vit pratiquement en autarcie en hiver. Elle réalise son premier long reportage.
En 2001, elle étudie la photographie à Prague à la Académie du film de Prague, dont elle est diplômée en 2005.
Elle effectue de nombreux voyages en Europe de l'Est et en Europe centrale.
Elle part vivre à Berlin, puis Paris en 2005. En 2007, elle expose aux Rencontres d'Arles. En 2010, elle s'installe à La Rochelle .

## Parcours artistique
Les séries photographiques d'Arja  Hyytiäinen sont le plus souvent en noir et blanc et tournent autour de la condition humaine et des marginalités.
Son travail s'inspire de la tradition de la photographie de rue.
En 2002, elle commence son projet Normality, elle photographie les malades mentaux d'une institution tchèque.
En 2005, elle réalise le projet Road55. Arja  Hyytiäinen réalise le portrait de ces femmes qui gagnent leur vie en dansant derrière des vitres rouges, sur la route qui va de  Teplice en République Tchèque et Dresde en Allemagne.
Distance-Now offre un point de vie intime d'une rupture amoureuse. Cette série de 2005 est en couleur, présente un aspect narratif et autobiographique.

## Prix et distinctions
Elle gagne le prix Kodak de la critique photographique en 2006.
En 2007, elle reçoit le Grand Prix du Festival de photographie de Lodz en Pologne.

## Citation
« Mon point de départ en photographie est de conserver une trace des choses.
Chaque expérience laisse une marque, et une photographie peut en devenir une
preuve, fictive ou non. »

## Expositions personnelles
- 2008, La Poste inspire des Artistes, Musée de la Poste, Paris
- 2009, Journey-Medans, V8 Galarie, Cologne, Allemagne
- 2009, France, Marseille, 2006, Noorderlicht Photography, Groningen, Pays-Bas
- 2011, Medans and Journey, Carré Amelot, La Rochelle
- 2015, Family, Pôle Photographique du Château d'Eau, Toulouse
- 2016, Intimate notes, Galerie Confluences, Nantes

## Ouvrages
- Medans/Meanwhile (édition limitée)
- Marseille 2006-2008 (édition limitée)
- Distance Now, Images en manœuvres Éditions (2013)